# Stazione di Predazzo
La stazione di Predazzo è stata una stazione ferroviaria posta lungo la ex linea ferroviaria a scartamento ridotto Ora-Predazzo chiusa il 10 gennaio 1963, a servizio del comune di Predazzo.

## Storia
La stazione venne inaugurata nel 1º febbraio 1919 insieme alla tratta Predazzo Sud-Predazzo centro, continuò il suo esercizio fino alla sua chiusura avvenuta il 10 gennaio 1963.

## Strutture e impianti
La stazione era composta da un fabbricato viaggiatori, un magazzino merci, un deposito locomotive e da cinque binari, oltre al triangolo di regresso.
A novembre 2015 rimaneva solo il fabbricato viaggiatori in stato di abbandono, mentre il magazzino merci e il deposito locomotive erano stati demoliti per costruire delle abitazioni e i cinque binari già smantellati. Negli anni successivi il fabbricato viaggiatori è stato soggetto a lavori di restauro nell'ambito del progetto della nuova biblioteca comunale, costruita su gran parte del vecchio sito del piazzale binari.
Nel 2024, ultimati i lavori della stazione e della biblioteca, è stato posato un breve tratto di binario su cui è stata successivamente installata una carrozza ferroviaria restaurata dello stesso tipo di quelle utilizzate durante l'esercizio.